# STS-105
STS-105 je mise amerického programu raketoplánů, konkrétně stroje Discovery v srpnu 2001. Byl to poslední start raketoplánu před opravou, kdy byl vyměněn kryt kokpitu. Hlavním cílem letu byla výměna druhé a třetí posádky na Mezinárodní vesmírné stanici.

## Posádka
- Scott J. Horowitz (4) – velitel
- Frederick W. Sturckow (2) – pilot
- Daniel T. Barry (3) – letový specialista
- Patrick Graham Forrester (1) – letový specialista

### Startovali zExpedice 3
- Frank L. Culbertson, Jr. (3) – velitel ISS
- Michail Vladislavovič Ťurin (1) – letový specialista ISS
- Vladimir Nikolajevič Děžurov (2) – letový specialista Sojuzu

### Přistáli zExpedice 2
- Jurij Vladimirovič Usačov (4) – velitel ISS
- James S. Voss (5) – letový specialista ISS
- Susan J. Helmsová (5) – výzkumný pracovník ISS

V závorkách je uveden dosavadní počet letů do vesmíru včetně této mise.